# Ernesto Castano
Pour les articles homonymes, voir Castano.
Ernesto Càstano (né le 2 mai 1939 à Cinisello Balsamo dans la province de Milan en Lombardie et mort le 5 janvier 2023) est un footballeur international italien, qui jouait en tant que défenseur.

## Biographie

### Club
Il joua dans quatre clubs : l'AC Legnano, l'US Triestina, la Juventus (il y joue son premier match le 23 novembre 1958 lors d'un match nul 1-1 contre Bari) et Lanerossi Vicenza.
Il remporta une Serie B en 1958, trois Serie A, trois coupes d'Italie, et fut finaliste en 1965 de la Coupe des villes de foire, battu par Ferencváros TC (0-1).

### Sélection
En tant que défenseur central, Ernesto Càstano dit Tino fut international italien à sept reprises (1959-1969) pour aucun but.
Sa première sélection fut honorée à Florence, contre la Hongrie, le 29 novembre 1959.
Il participa à l'Euro 1968. Il fut titulaire contre l'URSS et dans le match de la finale contre la Yougoslavie, mais pas dans le deuxième.

## Palmarès

### Club
| Triestina - Championnat d'Italie de deuxième division (1) : - Champion : 1957-1958 |  | Juventus - Championnat d'Italie (3) : - Champion : 1959-1960, 1960-1961 et 1966-1967 - Vice-champion : 1962-1963 - Coupe d'Italie (3) : - Vainqueur : 1958-1959, 1959-1960 et 1964-1965 - Coupe des villes de foires : - Finaliste : 1964-1965 |

### Sélection
Italie
- Championnat d'Europe (1) :
  - Vainqueur : 1968